# GNOME Archive Manager
GNOME Archive Manager (precedentemente noto come File Roller), è un programma open source per la creazione e gestione di file compressi per l'ambiente desktop GNOME.

## Caratteristiche
- Creazione e modifica archivi compressi
- Visualizzazione del contenuto di un archivio compresso
- Estrazione di file da un archivio compresso
- Integrazione con Nautilus per il drag and drop

## Formati supportati
GNOME Archive Manager supporta i formati compressi:
- 7z (.7z)
- gzip (.tar.gz , .tgz)
- bzip (.tar.bz , .tbz)
- bzip2 (.tar.bz2 , .tbz2)
- compress (.tar.z , .taz)
- LZO (.tar.lzo , .tzo)
- ZIP archives (.zip)
- JAR archives (.jar , .ear , .war)
- LHA archives (.lzh)
- RAR archives (.rar)
- file compressi con gzip, bzip, bzip2, compress, LZO
- Immagini ISO (.iso) (in sola lettura)

Per il supporto dei vari formati sono richiesti i programmi corrispondenti per la gestione di ciascun formato.